# Asiotmethis tauricus
Asiotmethis tauricus is een rechtvleugelig insect uit de familie Pamphagidae. De wetenschappelijke naam van deze soort is voor het eerst geldig gepubliceerd in 1930 door Tarbinsky.
1. ↑  (en) Asiotmethis tauricus op de IUCN Red List of Threatened Species.